# Amazon Spheres
Pour les articles homonymes, voir Amazon (homonymie) et Sphère (homonymie).
Les Amazon Spheres ou the spheres sont le quartier général du campus Amazon de la société américaine Amazon de Seattle, complexe de 2018, constitué de trois globes géants imbriqués en verre (dômes géodésiques) qui abritent un jardin botanique géant sous serre de type forêt amazonienne (en rapport au nom d'Amazon) situés au pied de son gratte-ciel-siège social Day 1 (en), dans le quartier d'affaires Downtown Seattle de Seattle aux États-Unis. 

## Histoire
À la demande de Jeff Bezos (PDG-fondateur d'Amazon en 1994) l'agence d'architecture NBBJ de Seattle conçoit à partir de 2012 ce nouveau quartier général novateur, en plein cœur de Seattle (extension de siège social Day 1 (en) du campus Amazon) avec un concept-design biophile inspiré d'écologie urbaine et de nouvel urbanisme, et également entre autres de la Biosphère de Montréal, des jardins botaniques royaux de Kew près de Londres, du Mitchell Park Horticultural Conservatory de Milwaukee, ou de la Biosfera de Gênes en Italie, ou encore de Biosphère II du désert de l'Arizona...

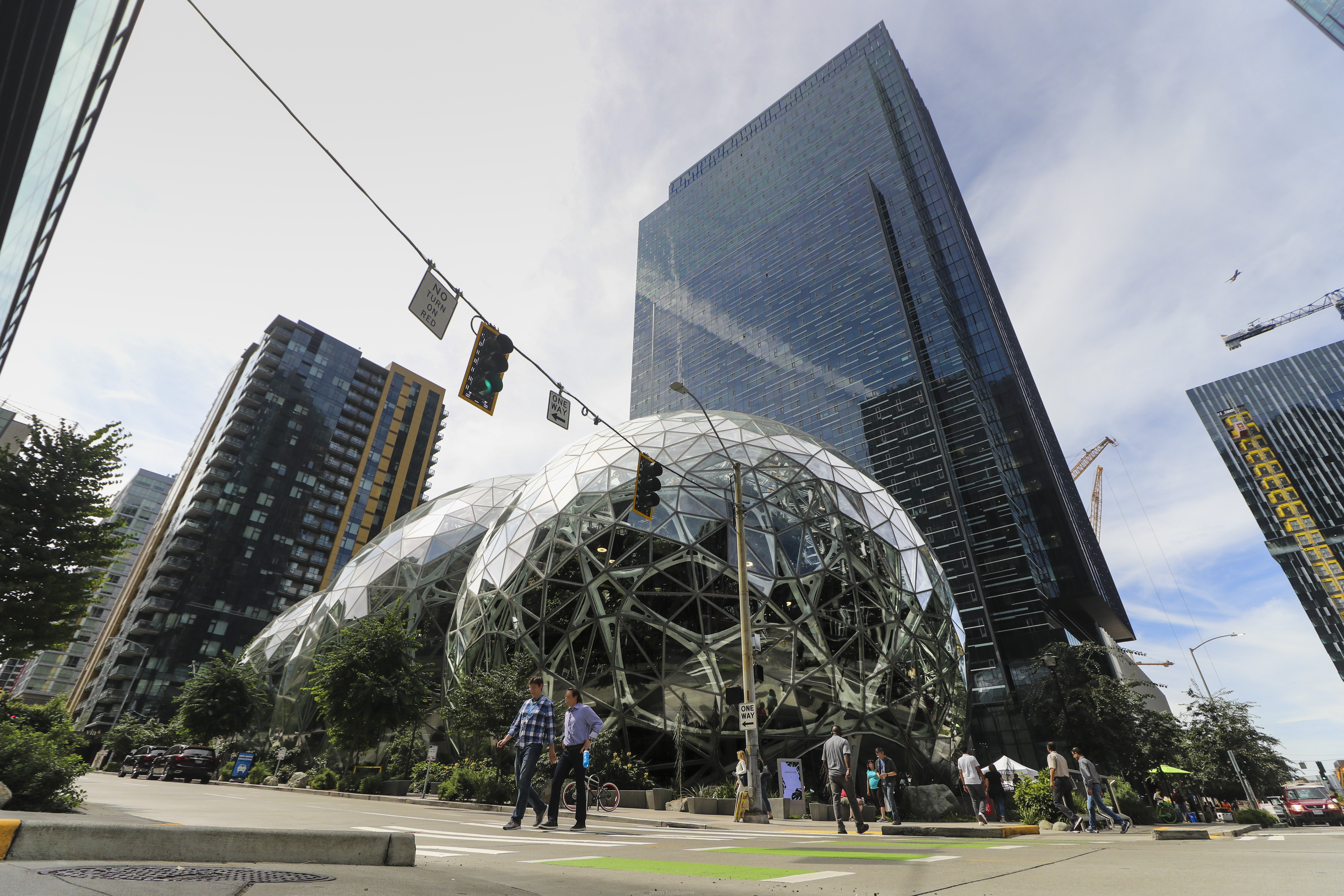
Au pied du gratte-ciel Day 1 (en) du campus Amazon.
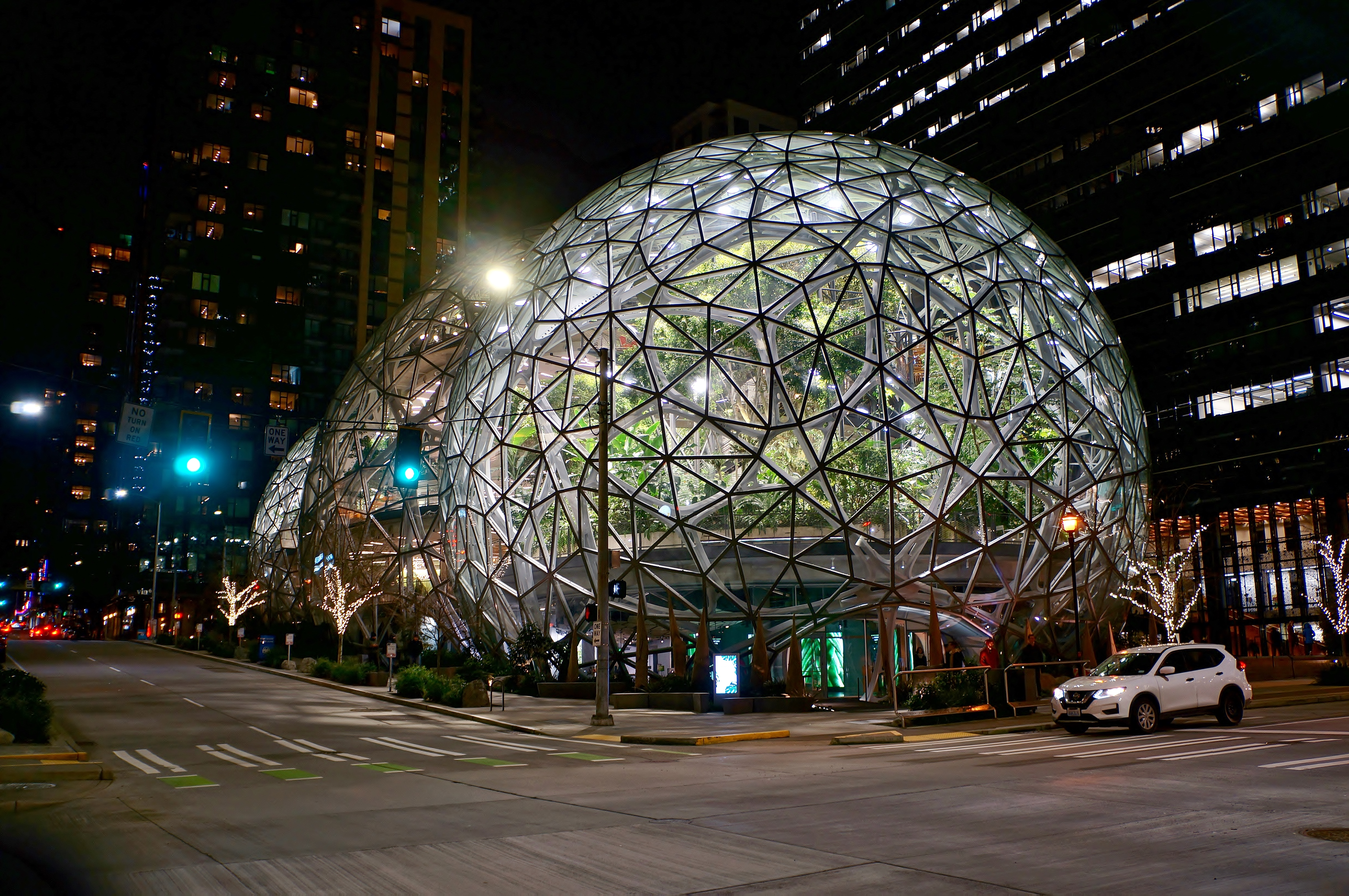
De nuit.

Cet espace de travail « vert » atypique et novateur de 6224 m² est intégré dans un jardin botanique luxuriant monumental de type jardin tropical, forêt tropicale, forêt amazonienne, en rapport au nom d'Amazon, pour un coût total annoncé de 4 millards de dollars. Avec 40 000 salariés travaillant à Seattle, l’entreprise occupe près de 19 % des bureaux de la ville. 

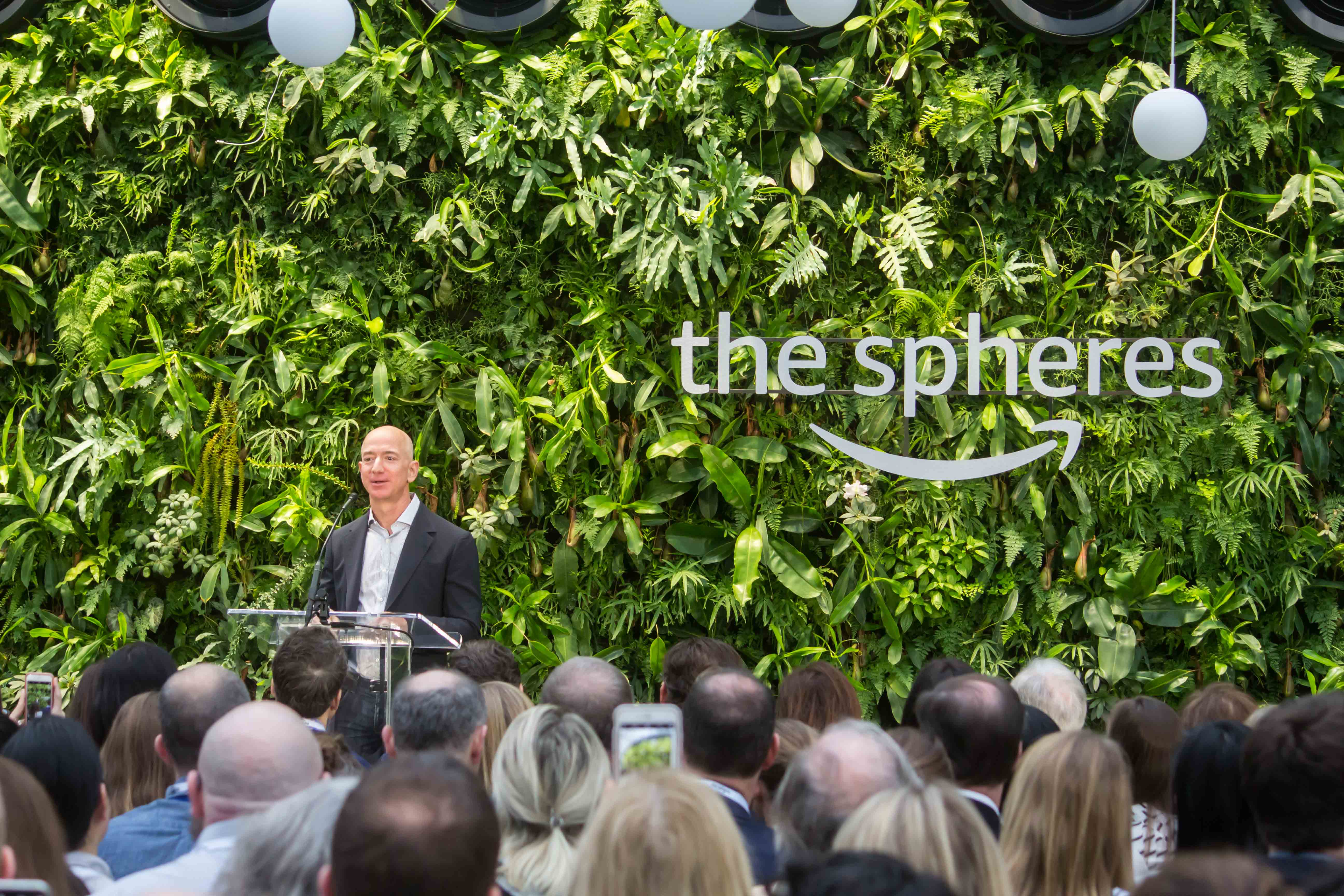
Inauguration par Jeff Bezos en 2018.
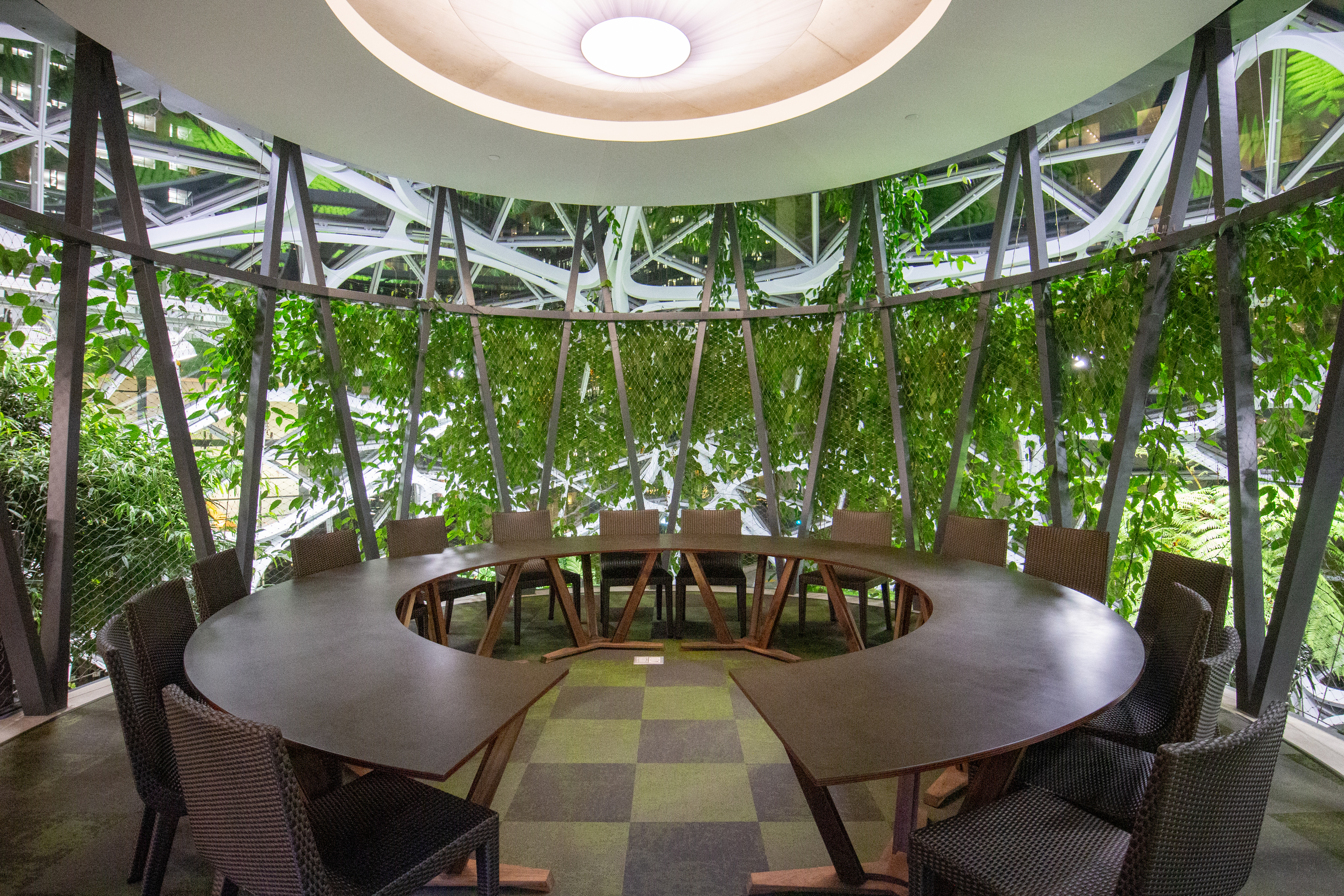
Salle de réunion
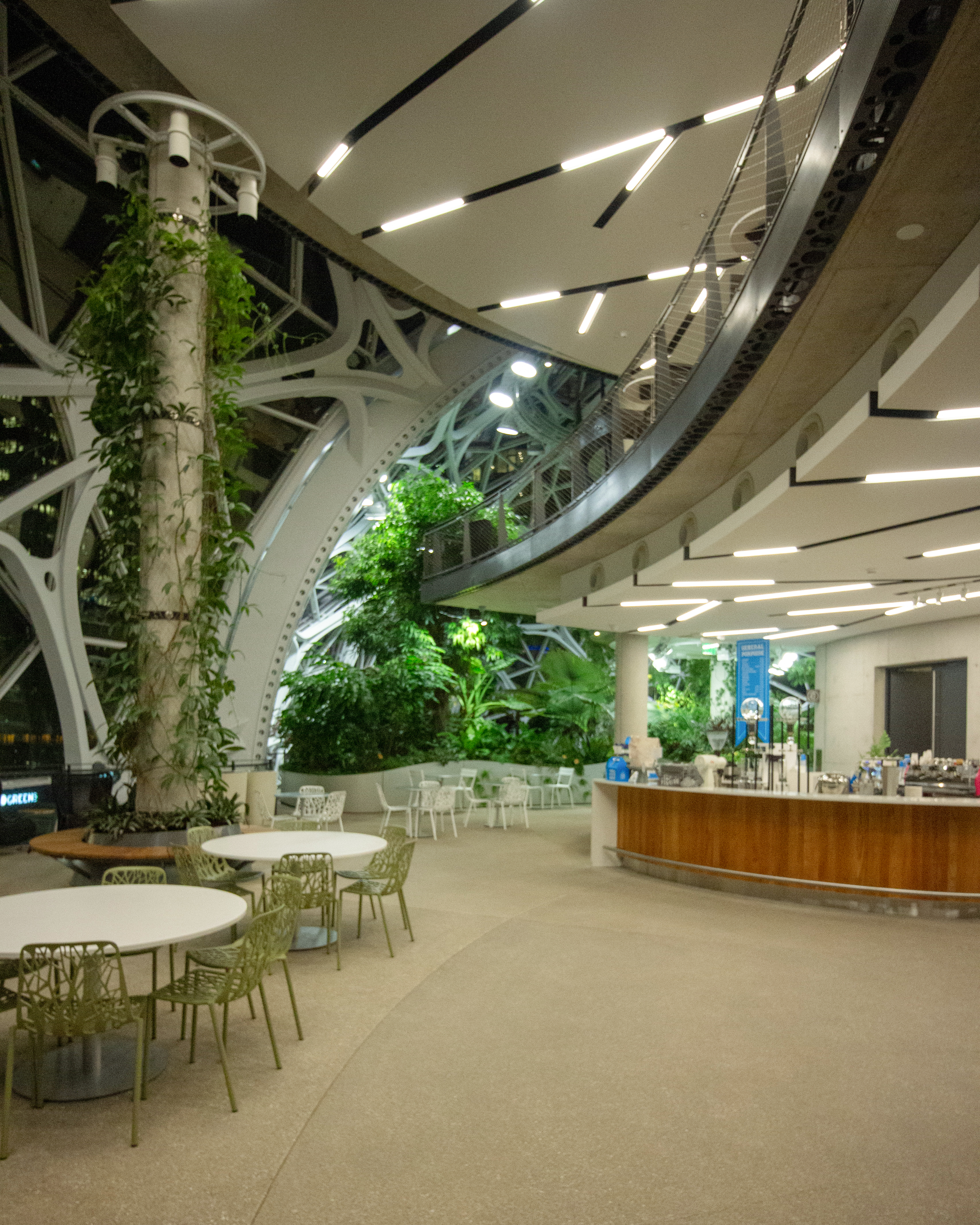
Espace commun

Situées au 6 et 7 de la rue Lenora, les Amazon Spheres sont composées de trois dômes géodésiques (géodes en forme d'hexacontaèdre pentagonal) hauts de 24 à 29 m, pour abriter sur trois à quatre étages un jardin botanique géant sous serre de 40 000 plantes exotiques issues de 400 espèces de plus de 50 pays des 5 continents du monde, ainsi que des salles de réunion dans des cabanes en nid d'oiseau dans les arbres, avec cafétéria, espaces de rencontre, ascenseurs, escalators, des rivières, bassins, cascades, passerelles, aquariums, paludariums, murs végétalisés, des arbres épiphytes, avec des bruits d'eau, des parfums des plantes à fleurs... La cage d'escalier principal est couverte d'un mur végétalisé géant composé de 25 000 plantes dont certaines carnivores venues d'Asie,.

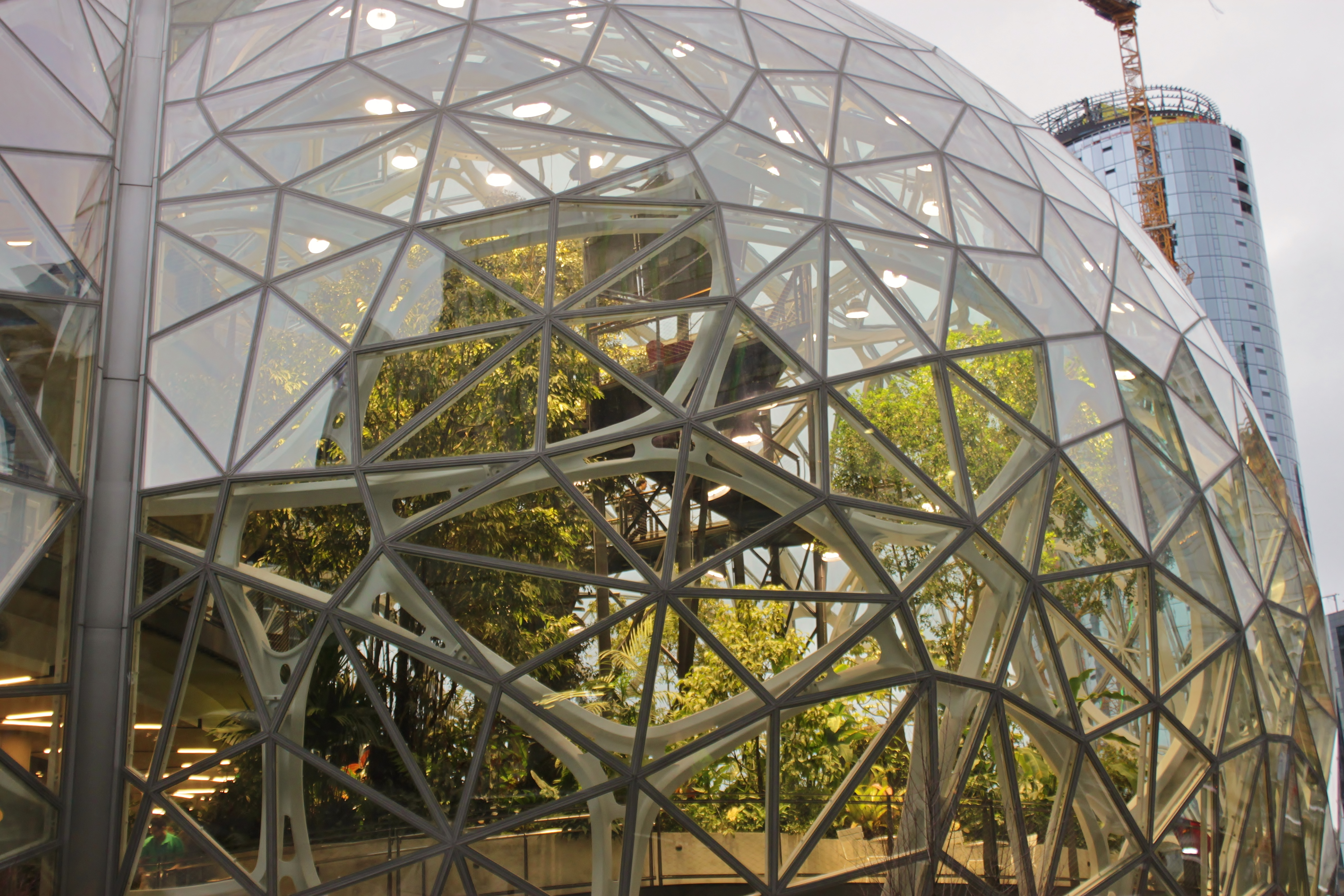
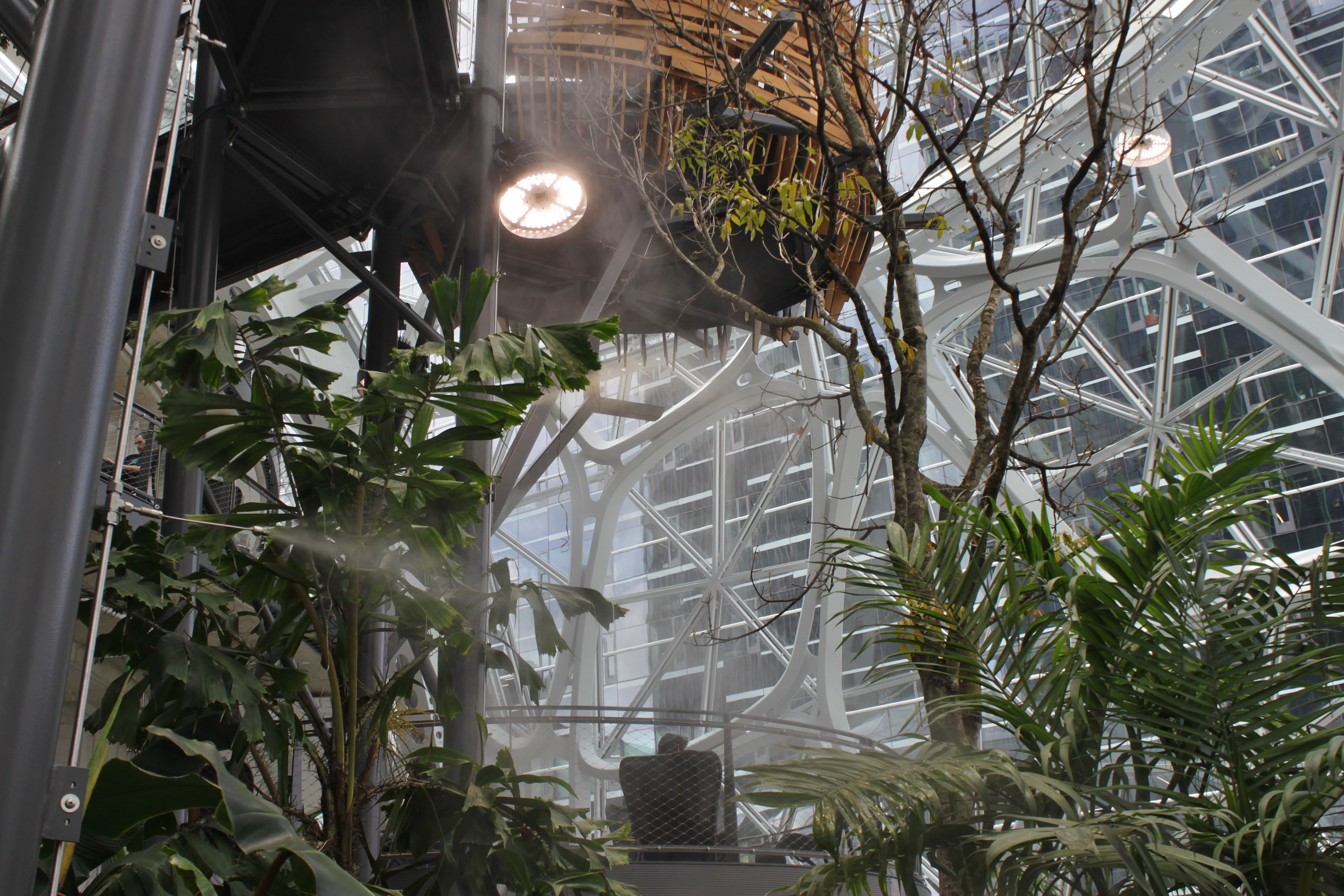
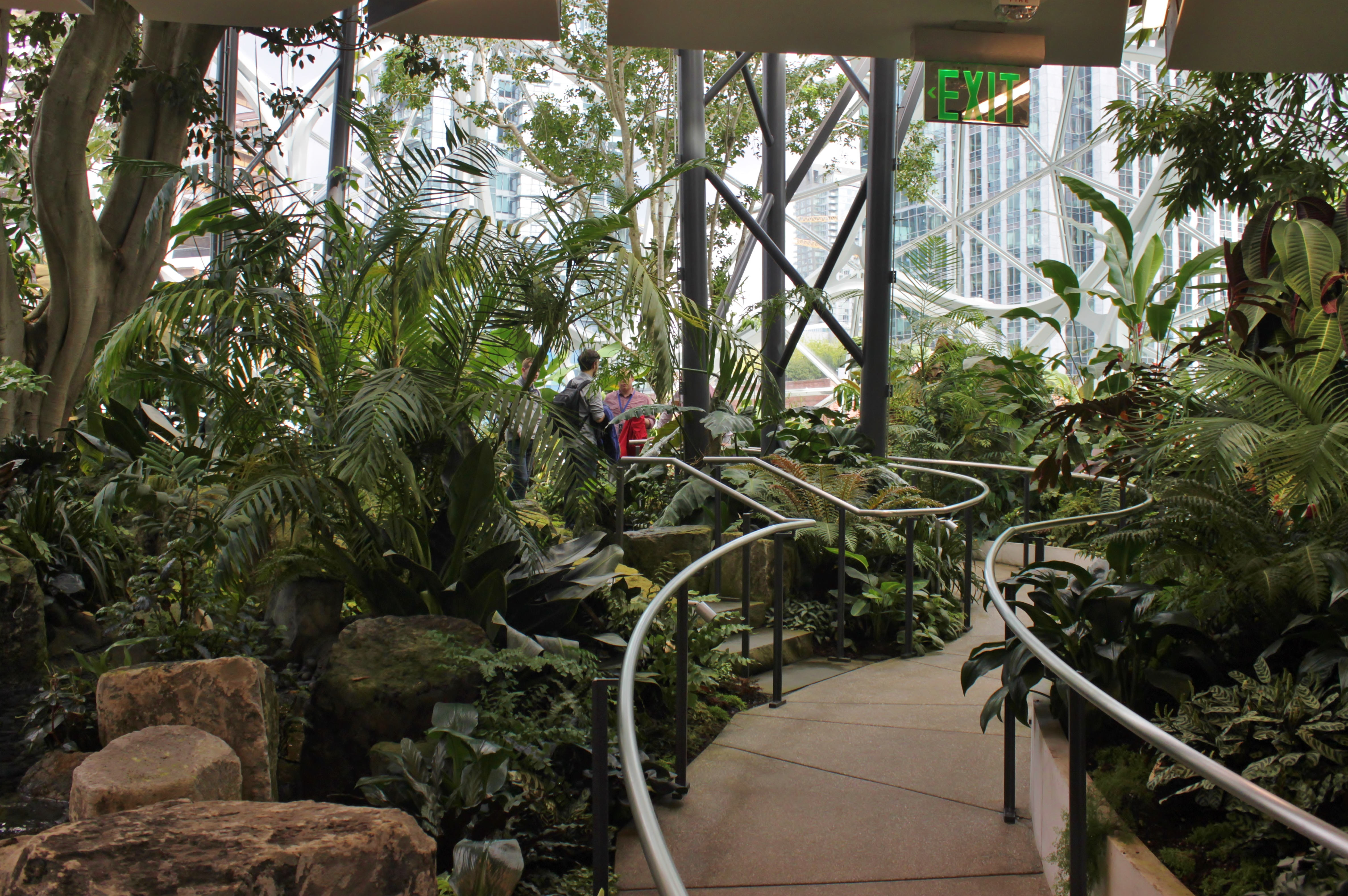
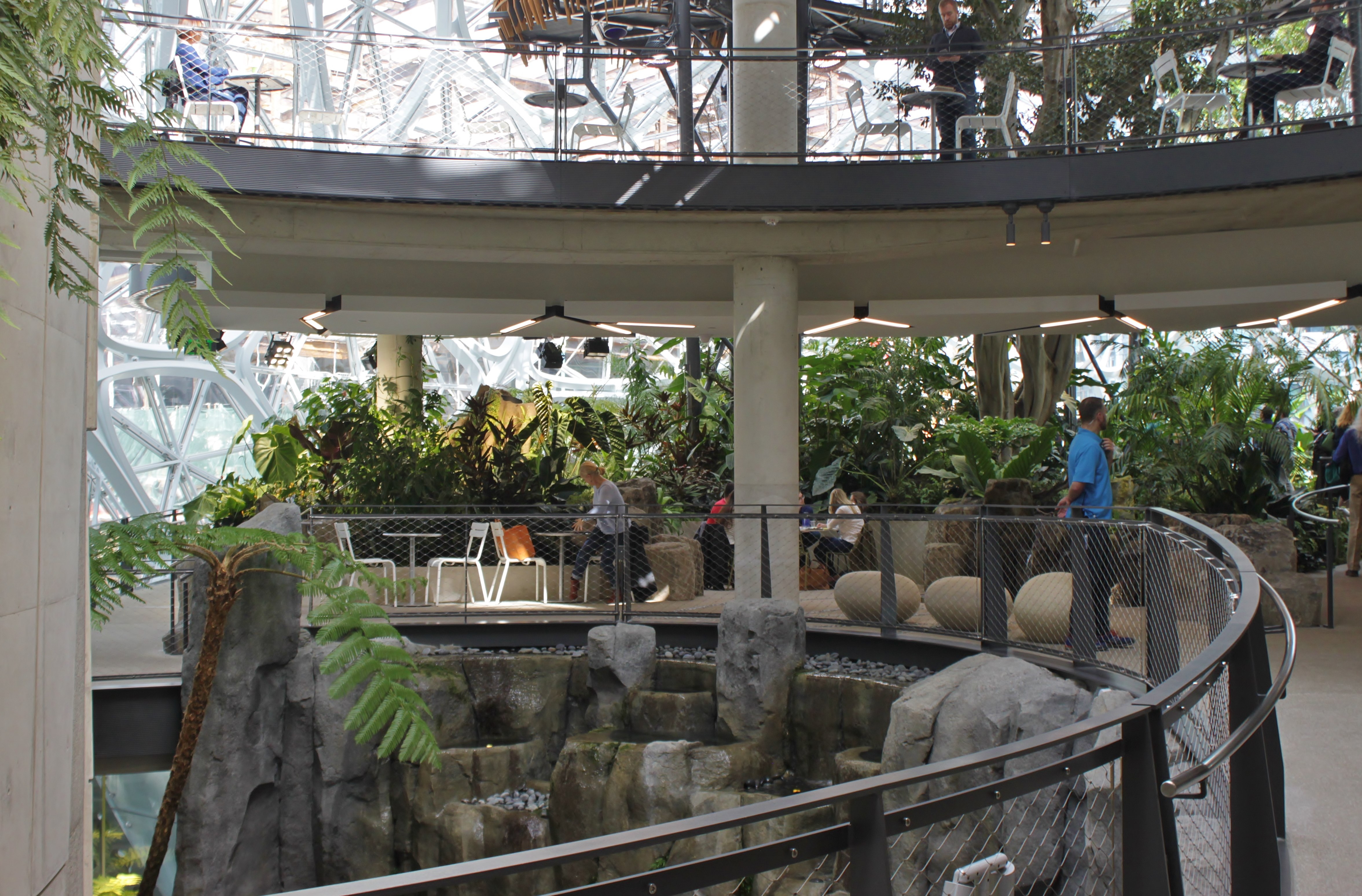

Inauguré par son PDG-fondateur Jeff Bezos en 2018 par un « Alexa, open the Spheres », le complexe est ouvert aux employés d'Amazon, ainsi qu'au public jusqu'en 2018. Des visites hebdomadaires ont lieu sur pré-réservation où il est possible de visiter le siège social et le rez-de-chaussée des sphères. 

## Design
Le site est composé de trois dômes géodésiques en verre, en forme de géode et d'hexacontaèdre pentagonal, de l'agence d'architecture NBBJ de Seattle. Les sphères sont construites sur 3 ou 4 étages en béton, en acier et en verre, avec 560 tonnes d'acier, 620 tubes d'acier, et 2 600 panneaux en verres,. 
Ces globes imbriqués végétalisés au concept et design futuriste, rivalisent avec le célèbre Space Needle (en forme de soucoupe volante) de l'Exposition universelle de 1962 de Seattle, et pré-figurent entre autres (à l'image de Biosphère II ou ESO Hotel) de formes futuristes de cités idéales urbaines, ou d'habitat sur la Lune, ou d'habitat sur Mars... 